# 대한민국 형사소송법 제346조
대한민국 형사소송법 제415조는 재항고에 대한 형사소송법의 조문이다.

## 조문
제346조(상소권회복청구의 방식) ① 상소권회복의 청구는 사유가 종지한 날로부터 상소의 제기기간에 상당한 기간 내에 서면으로 원심법원에 제출하여야 한다.
②상소권회복의 청구를 할 때에는 원인된 사유를 소명하여야 한다. ③상소권의 회복을 청구한 자는 그 청구와 동시에 상소를 제기하여야 한다.

## 참고 문헌
- 손동권 신이철, 새로운 형사소송법(초판, 2013), 세창, 2013. ISBN 9788984114081